# Lužice (Hodoníni járás)
Lužice település Csehországban, Hodoníni járásban. Lužice Mikulčice, Dolní Bojanovice és Hodonín településekkel határos. Lakosainak száma 2878 fő (2024. január 1.).

## Népesség
A település lakosságának változását az alábbi diagram mutatja:
| Lakosok száma | 972  | 1688 | 2245 | 2061 | 2669 | 2742 | 2933 | 2939 | 2884 | 2878 |
|               | 1869 | 1890 | 1921 | 1950 | 1980 | 2001 | 2017 | 2019 | 2022 | 2024 |